# B+ strom

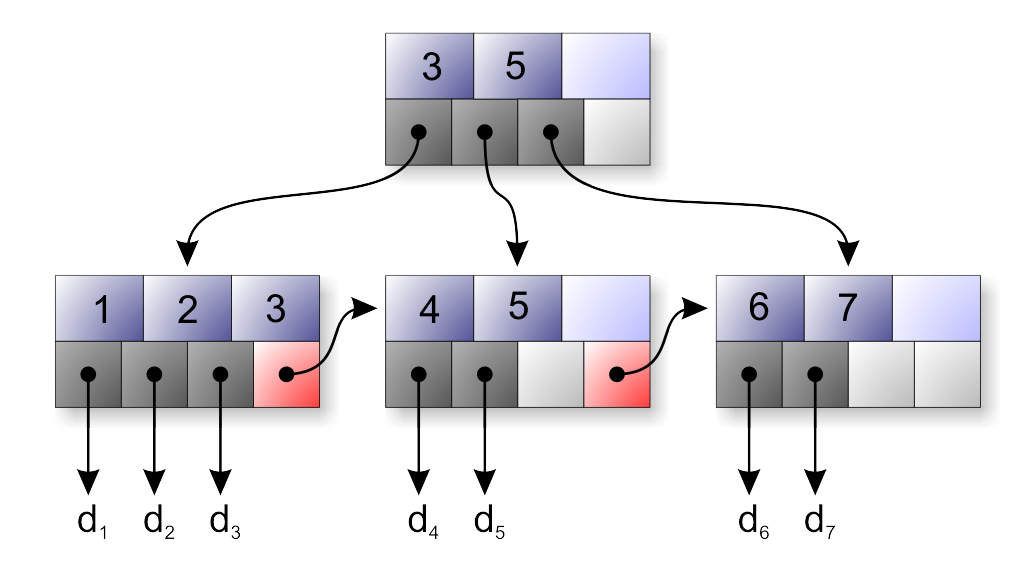
Ukázka jednoduchého B+stromu. Jednotlivé klíče 1-7 odkazují na datové položky d1-d7.
Všimněte si že každý list obsahuje odkaz na následující list (červeně), umožňující velice rychlé procházení celým stromem.

B+ strom je stromová datová struktura vycházející z B-stromu, umožňující rychlé vkládání, vyhledávání i mazání dat. Data jsou zpřístupněna pomocí klíčů, přičemž na rozdíl od B-stromu jsou všechna data uložena až na samém konci stromu, v listech. Klíče jsou však uloženy i ve vnitřních uzlech či v kořenu. Ostatní vlastnosti má stejné jako zmiňovaný B-strom.
B+ strom poprvé popsal Rudolf Bayer spolu s Edwardem M. McCreightem roku 1972 v „Organization and Maintenance of Large Ordered Indices. Acta Informatica 1: 173-189 (1972)“.

## Vlastnosti B+ stromu
- Všechny listy (tj. uzly, které nemají žádné potomky) jsou na stejné úrovni (ve stejné hloubce).
- Data mohou být uložena pouze v listech.
- Všechny uzly kromě kořene mají maximálně N a minimálně N/2 potomků (přesněji:{\displaystyle \left\lceil {\frac {N}{2}}\right\rceil -1}).
- Kořen má nejvýše N potomků, spodní hranice není omezena jako u jiných uzlů. Kořen má aspoň dva potomky, aby se v něm taky pomocí klíče (roz)dělila data.

### Charakteristické vlastnosti B+ stromu
Mějme B+ strom řádu B, kde vzdálenost od kořene k listům je H:
- Maximální počet uložených záznamů je {\displaystyle N=B^{H}}
- Minimální počet klíčů je {\displaystyle 2(B/2)^{H-1}}
- Místo požadované pro uložení stromu je {\displaystyle O(N)}
- Vložení záznamu do stromu vyžaduje v nejhorším případě {\displaystyle O(\log _{B}N)} operací
- Vyhledání záznamu v nejhorším případě vyžaduje {\displaystyle O(\log _{B}N)} operací (téměř logaritmická složitost - uzly stromu jsou procházeny (v nejhorším případě) lineárně, asymptotická konstanta závisí na pevném B)
- Vymazání (dříve nalezeného) záznamu v nejhorším případě vyžaduje {\displaystyle O(\log _{B}N)} operací
- Vyhledání více položek v rámci zadaného rozsahu trvá v nejhorším případě {\displaystyle O(\log _{B}N+K)} operací (K je zde počet položek vyskytujících se v dotazovaném rozsahu)

## Skutečná implementace B+ stromu
Skutečný B+ strom se ve skutečnosti realizuje tak, že je vždy ve všech listech uložen kromě vlastních klíčů a hodnot také odkaz (ukazatel) na následujícího sourozence. Díky tomu je umožněna rychlejší práce s bloky souvislých dat a s dotazy pracujícími s rozsahy typu vrať všechny záznamy kde plat je mezi 10000-20000. Tento jeden ukazatel navíc v rámci každého listu nijak dramaticky nezvětšuje paměťovou náročnost na uložení stromu, ale dramaticky zvyšuje výkon např. ve zmiňovaných souborových systémech.
Tento mechanismus odkazů na následujícího sourozence je zobrazen i na obrázku červenými políčky.

## Použití B+ stromu
B+ strom je dynamická struktura, která je navržena pro práci s většími bloky dat (běžně je využíván pro ukládání dat na disk v blocích). Jeho výhodou je velice rychlé získávání (čtení) souvislého bloku dat (ve srovnání s ostatními druhy stromů). Pokud máme bloky dat definované délky B, do B+ stromu se uloží počet klíčů který je roven násobku B a čtení celého bloku dat je velice efektivní oproti binárnímu vyhledávacímu stromu (což je odpovídající blokově neorientovaná alternativa).
Tento systém používají pro indexování dat na disku souborové systémy NTFS, ReiserFS, XFS a JFS2. Relační databáze také často používají tento typ stromu pro ukládání tabulek s indexy.